# Nolinaceae
Nolinaceae is een botanische naam, voor een familie van eenzaadlobbige planten. Een familie onder deze naam wordt zo af en toe erkend door systemen voor plantentaxonomie, zoals door het Dahlgrensysteem en Revealsysteem. Indien erkend gaat het om een vrij kleine familie, die voorkomt in Amerika.
Tegenwoordig worden de betreffende planten ingedeeld in de familie Ruscaceae.